# Estatua de Edgar Fahs Smith
Edgar Fahs Smith es una estatua monumental ubicada en el campus de la Universidad de Pensilvania en Filadelfia, Pensilvania (Estados Unidos). La estatua fue diseñada por el escultor R. Tait McKenzie y honra a su Edgar Fahs Smith, un ex rector de la universidad.

## Historia
Edgar Fahs Smith fue un químico y académico estadounidense que se desempeñó como rector de la Universidad de Pensilvania de 1911 a 1920. Además, era el director del laboratorio de química de la universidad y se había desempeñado como presidente tanto de la American Chemical Society como de la American Philosophical Society. En marzo de 1924, varios medios de comunicación informaron que se planeaba erigir una estatua en honor de Smith en el campus de la universidad como regalo del fideicomisario de la universidad John C. Bell, quien también estaba donando una estatua del ex rector Charles Custis Harrison.
Para la estatua de Smith, se eligió a R. Tait McKenzie como diseñador. McKenzie era, en ese momento, profesor y director del departamento de educación física de la universidad, aunque también era un hábil escultor, ya que diseñó una pieza para los Juegos Olímpicos de verano de 1912 que luego se usó como diseño para algunas medallas. Además del monumento a Smith, McKenzie también diseñaría estatuas de Benjamin Franklin y George Whitefield para la universidad. Aunque McKenzie fue el responsable de la estatua, el pedestal del monumento fue diseñado por el arquitecto Horace Trumbauer. La estatua sería esculpida en 1925 y fundida por Roman Bronze Works de la ciudad de Nueva York. El monumento fue dedicado el 12 de junio de 1926.
En 1992, la escultura fue inspeccionada como parte del proyecto Save Outdoor Sculpture!.

## Diseño
El monumento consiste en una estatua de bronce de Smith que mide 1,8 m de altura sobre un pedestal de piedra caliza de 1,2 m de alto. El pedestal es cilíndrico y contiene un borde ornamental. Smith está vestido con una túnica académica y sentado junto a una pila de cuatro libros. Ambos brazos de Smith descansan sobre los brazos de la silla, mientras que su mano izquierda sostiene su gorra académica. El pie izquierdo de Smith descansa sobre la cabeza de una serpiente cuya cola se enrosca alrededor de una pata de la silla. Según un artículo de 2019 en Penn Today, esta cifra representa el "error" que está siendo destruido por la ciencia. En la parte posterior del monumento están inscritas las marcas de fundición y la firma de McKenzie, mientras que en el lomo de la pila de libros está la inscripción: "A/TRIBUTE/OF/AFFECTION/FROM/JOHN C. BELL/CLASS/1884 ". En el frente del monumento está la inscripción: "EDGAR FAHS SMITH/PROVOST/1911 1920/MAESTRO INVESTIGADOR AMIGO/NACIDO 1856 FALLECIDO 1928".
La estatua está ubicada enfrente de la Biblioteca Fisher de Bellas Artes, cerca de la calle 34. Está ubicada en el extremo oeste de Smith Walk, llamado así por la estatua, mientras que el extremo este de la pasarela está marcado por un monumento a los caídos.